# 一口坂スタジオ
一口坂スタジオ（ひとくちざかスタジオ）は、かつて存在した、映像や音響の制作・録音・編集およびその作業スタジオの運営を主な業務とする会社。社団法人日本音楽スタジオ協会会員だった。

## 概要
1978年7月15日にニッポン放送の全額出資のもとで設立され、同年8月に本社所在地（当時のポニーキャニオンと同じビル内）に4部屋のスタジオを構えて営業を開始した。1983年5月には、山梨県河口湖町（現・富士河口湖町）に滞在型リゾートスタジオ「河口湖スタジオ」を設立している。
音楽プロデューサーの長岡和弘によれば、一口坂スタジオではあらゆる録音作業だけでなく映画の撮影も行ったほか、河口湖スタジオでは完成直後に石川ひとみのアルバムを、その後も斉藤由貴、松原みき、吉岡秀隆などのアルバムをそれぞれ制作したという。また、シンガーソングライターのaikoによれば、一口坂スタジオでは自身の楽曲の大半を録音しており、閉鎖に際して最後に電光掲示板を家に持って帰ったという。そのほか、シンガーソングライターの谷山浩子によれば、河口湖スタジオはバブル当時の風光明媚な場所に所在していた「お泊りスタジオ」の1つであり、作業に行っては遊んでいたという。
2011年9月30日をもって河口湖スタジオの営業を終了し、2012年1月12日付で同月をもって一口坂スタジオの営業終了を発表した。その後、同年3月7日には東京地方裁判所より特別清算開始が決定された。
河口湖スタジオの跡地は営業終了後長らく手つかずの状態となっていたが、2022年より跡地を所有するニッポン放送と、forent（株）が運営する遊休地活用のキャンプ場予約サービス「ExCAMP」との共同で、キャンプ場「燎（かがりび）キャンプ場」として再活用する事業が行われている。

## スタジオ設備

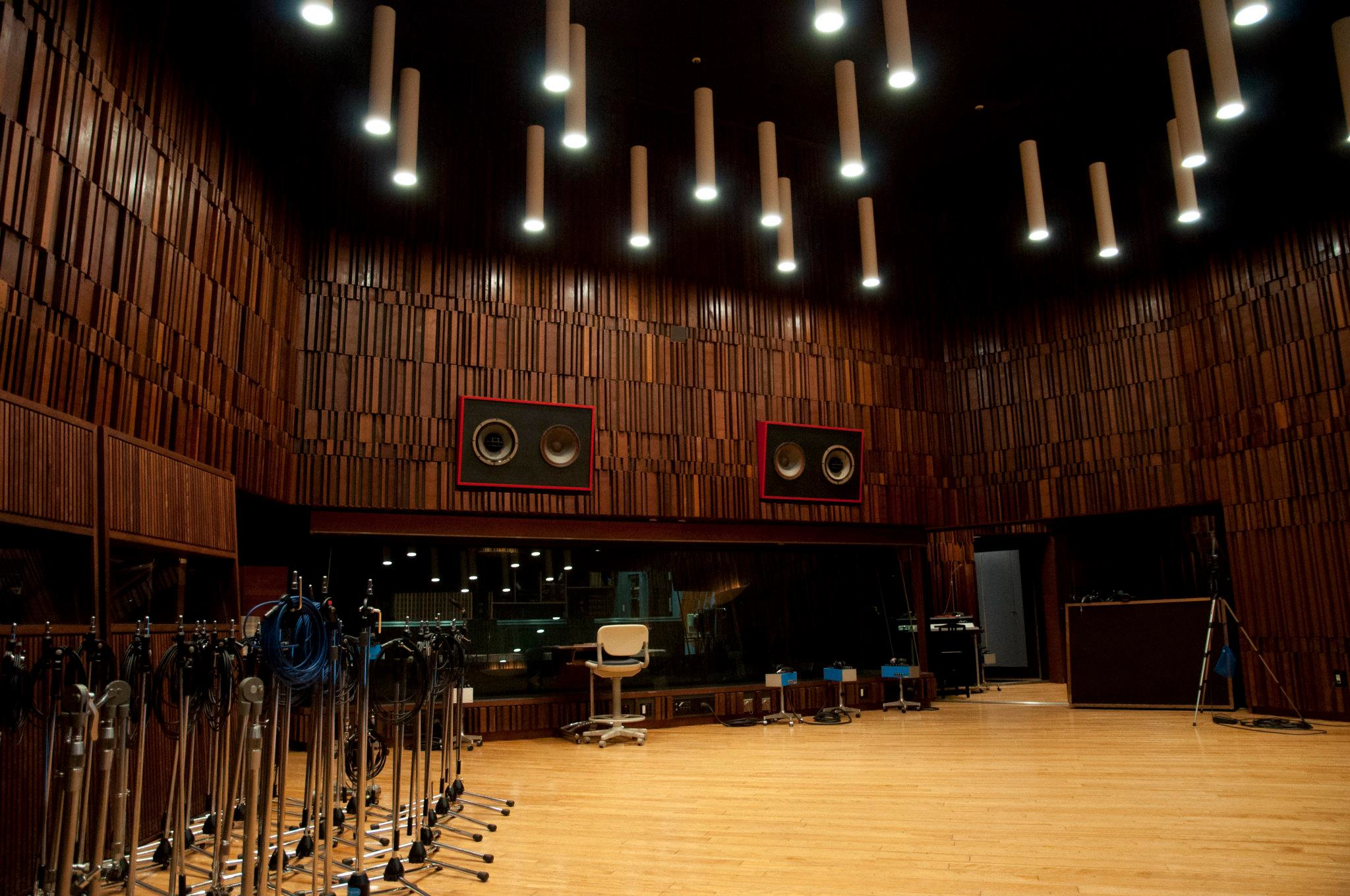
Studio 1 Main Floor

機材の一部はポニーキャニオン代々木スタジオに引き継がれた。
Studio 1

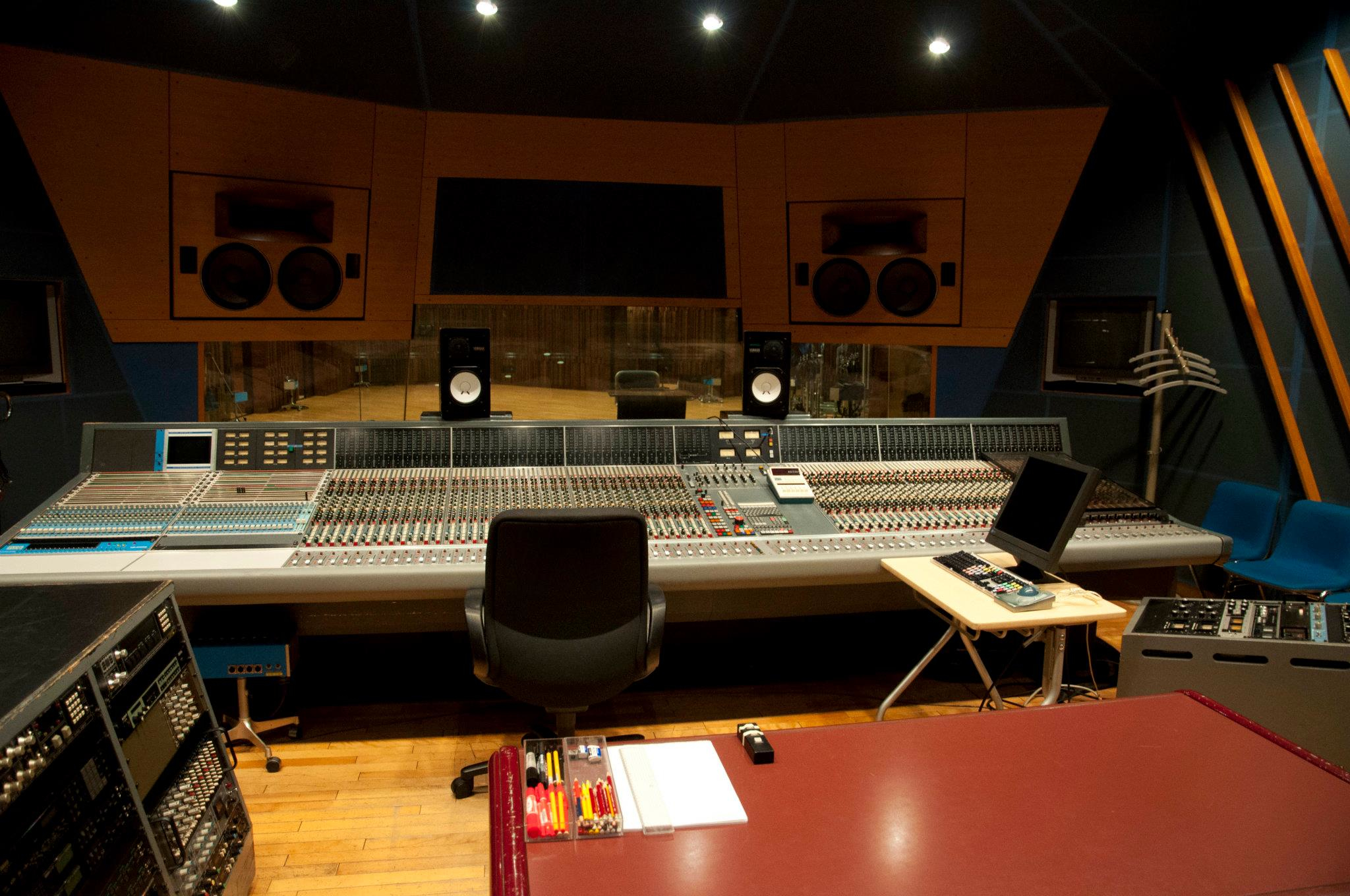
Studio 1 Control Room

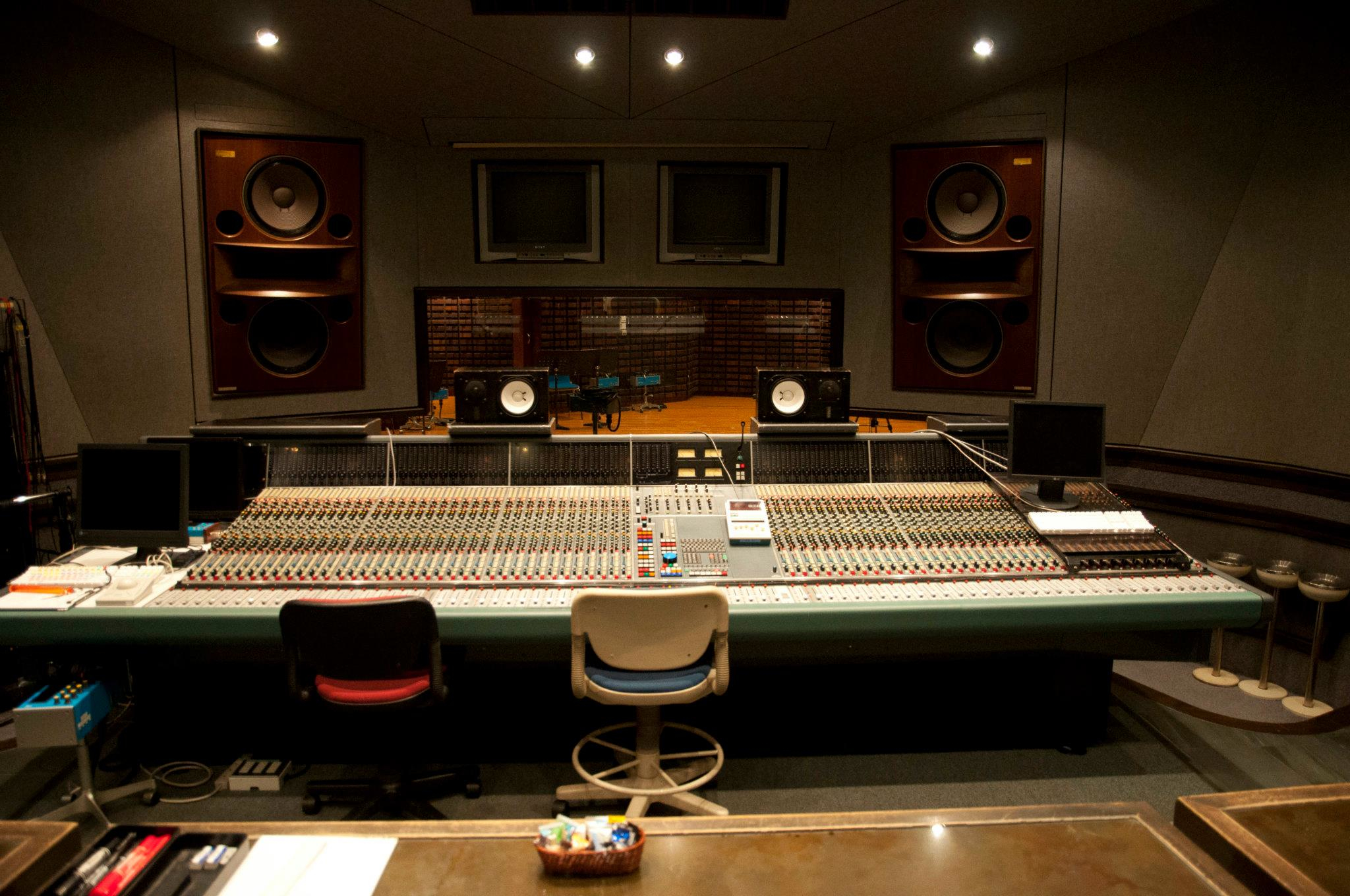
Studio 3 Control Room

- スタジオ：面積/天井高 236平方メートル/6.3m：ブース数 6
- コントロール・ルーム：面積/天井高 92平方メートル/3.5m
- ミキシング・コンソール：Neve VR-72 (72in 48out) with Flying Faders
- ラージ・モニター・スピーカー：Kinoshita Rey Audio RM-4B
- パワー・アンプ：JDF HQS3200
- デジタル・オーディオ・ワークステーション：ProTools|HD3 Accel
- オーディオ・インターフェース：192 i/o
- マルチ・トラック・レコーダー：Sony PCM-3348、STUDER A800、MITSUBISHI X-850
- マスター・レコーダー：STUDER A820 (1/2 Inch Head Option)、STUDER A80 (1/2 Inch Head Option)
- 常設ピアノ：STEINWAY & SONS B-211
- リバーブ：EMT-140、AMS rmx-16、YAMAHA REV-7、Roland SRV-2000、Sony MU-R201、Lexicon 480L
- ディレイ：AMS S-DMX、Roland SDE-3000、Roland SDE-2000、YAMAHA SPX1000、YAMAHA SPX90
- リミッター・コンプレッサー：Neve 33609、Urei 1176 (BLACK)、Urei 1178、dbx 162
- イコライザー：api 550A、api 560

Studio 2
- スタジオ：面積/天井高 138平方メートル/3.7m：ブース数 3
- コントロール・ルーム：面積/天井高 60平方メートル/3.5m
- ミキシング・コンソール：SSL SL4064G (64in 32out) with SSL G Series Studio Computer
- ラージ・モニター・スピーカー：Kinoshita Rey Audio RM-7V
- パワー・アンプ：AMCRON STUDIO Reference I
- デジタル・オーディオ・ワークステーション：ProTools|HD3 Accel
- オーディオ・インターフェース：192 i/o
- マルチ・トラック・レコーダー：Sony PCM-3348、STUDER A800、MITSUBISHI X-850
- マスター・レコーダー：STUDER A820 (1/2 Inch Head Option)、STUDER A80 (1/2 Inch Head Option)
- 常設ピアノ：STEINWAY & SONS B-211
- リバーブ：EMT-140、AMS rmx-16、YAMAHA REV-7、Roland SRV-2000、Sony MU-R201、Lexicon 480L
- ディレイ：AMS S-DMX、Roland SDE-3000、Roland SDE-2000、YAMAHA SPX900
- リミッター・コンプレッサー：Neve 33609、Urei 1176 (BLACK)、Urei 1178
- イコライザー：api 550A、api 560

Studio 3
- スタジオ：面積/天井高 138平方メートル/3.7m：ブース数 4
- コントロール・ルーム：面積/天井高 60平方メートル/4.0m
- ミキシング・コンソール：Neve VR-72 (72in 48out) with Flying Faders
- ラージ・モニター・スピーカー：Kinoshita Rey Audio RM-8B
- パワー・アンプ：AMCRON PSA-2
- デジタル・オーディオ・ワークステーション：ProTools|HD3 Accel
- オーディオ・インターフェース：192 i/o
- マルチ・トラック・レコーダー：Sony PCM-3348、STUDER A800、MITSUBISHI X-850
- マスター・レコーダー：STUDER A820 (1/2 Inch Head Option)、STUDER A80 (1/2 Inch Head Option)
- 常設ピアノ：STEINWAY & SONS B-211
- リバーブ：EMT-140 (MARTECH)、AMS rmx-16、YAMAHA REV-7、Roland SRV-2000、Sony MU-R201、Lexicon 480L
- ディレイ：AMS dmx15-80S、Roland SDE-3000、YAMAHA SPX1000、YAMAHA SPX90
- リミッター・コンプレッサー：Neve 33609、Urei 1176 (SILVER)、Urei 1178、dbx 162、TUBE-TECH CL-1A
- イコライザー：api 550A、api 560、TUBE-TECH PE-1C

Studio 4
- スタジオ：面積/天井高 10平方メートル/4.0m
- コントロール・ルーム：面積/天井高 50平方メートル/2.6m
- ミキシング・コンソール：SSL SL4080G-TR (80in 32out) with SSL G Series Studio Computer
- ラージ・モニター・スピーカー：Kinoshita Rey Audio RM-6V
- パワー・アンプ：AMCRON PSA-2
- リバーブ：EMT-140、AMS rmx-16、YAMAHA REV-7、Roland SRV-2000、Sony MU-R201、Lexicon 480L
- ディレイ：AMS dmx15-80S、Roland SDE-3000、Roland SDE-2000、YAMAHA SPX1000、YAMAHA SPX90、Eventide H3500
- リミッター・コンプレッサー：Neve 33609、Urei 1176 (BLACK)、Urei 1178
- イコライザー：api 550A、api 560、TUBE-TECH PE-1C

Studio 5
- スタジオ：面積/天井高 7平方メートル/2.2m
- コントロール・ルーム：面積/天井高 50平方メートル/2.2m
- ミキシング・コンソール：SSL SL4056E-TR (56in 32out) with SSL G Series Studio Computer
- モニター・スピーカー：BOXER 4 System
- パワー・アンプ：BOXER 4 System Amplifier
- リバーブ：EMT-140、EMT-240、AMS rmx-16、YAMAHA REV-7、Roland SRV-2000、Sony MU-R201、Lexicon 480L
- ディレイ：AMS dmx15-80S、Roland SDE-3000、YAMAHA SPX90
- リミッター・コンプレッサー：Neve 33609、Urei 1176 (BLACK)、Urei 1178
- イコライザー：api 550A、api 560、APSI 559

Studio 0 (Zero)
- スタジオ：面積/天井高 17.4平方メートル/2.2m
- コントロール・ルーム：面積/天井高 18.6平方メートル/2.2m
- ミキシング・コンソール：Digi Design ProControl (8 faders)
- モニター・スピーカー：GENELEC 1032A、YAMAHA NS-10M
- パワー・アンプ：YAMAHA PC2100 (NS-10M)
- リミッター・コンプレッサー：Universal Audio 1176LN、TUBE-TECH CL-1B

その他共有機材
- マルチ・トラック・レコーダー：Sony PCM-3348、STUDER A800、MITSUBISHI X-850
- マスター・レコーダー：STUDER A820 (1/2 Inch Head Option)、STUDER A80 (1/2 Inch Head Option)
- リバーブ：Sony DRE2000、Lexicon 224XL、YAMAHA REV-1、AKG BX20 (Spring Reverb)
- ヘッド・アンプ：Neve 1066、Focusrite ff ISA-116、Focusrite ff ISA-115HD、AVALON M2
- リミッター・コンプレッサー：FAIRCHILD 670、Neve 33609、TUBE-TECH CL-1B、GML8900、QUAD EIGHT CL-22、Eventide 2830 (Omnipressor)、dbx 162、dbx 160XT
- イコライザー：GML 8200、PULTEC EQP-1A3、TUBE-TECH PE-1B、Urei 545、api 550A、api 560

## 主な事業一覧

### 映像関連
- もえがく★5：実写パート協力
- グラビテーション：VTR編集
- Strawberry Panic：VTR編集
- ギャラリーフェイク：VTR編集
- りぜるまいん：VTR編集
- A15シリーズ（変身3部作）
  - 超変身コス∞プレイヤー：VTR編集
  - ヒットをねらえ!：VTR編集
  - LOVE♥LOVE?：VTR編集
- そらのいろ、みずのいろ：VTR編集
- あかね色に染まる坂：ビデオ編集
- 捨てる恋あれば拾う恋あり：VTR編集

### 音響関連
- 日本科学未来館：プラネタリウム音響設計、特殊サウンド制作
- 川口市立科学館：プラネタリウム音響設計、特殊サウンド制作
- 全日空：国際線機内サービス音源制作（ダイマジックと共同）
- Girl Friend：録音
- POCKET PARK：録音
- 幻魔大戦：録音
- イノセンス：録音
- 押井守シアター ケルベロス鋼鉄の猟犬：録音
- ワンダーフォーゲル：録音
- 鮫肌男と桃尻女：録音
- Mr.インクレディブル：日本語吹き替え版録音

### その他
- クリスマスにプレゼントを選ぶこともなく[5]：協力
- マイクロソフト：PCソフト日本語版ローカライゼーション、マルチメディア関連業務
- 横浜開港150周年協会：150周年記念事業サポート

上記のほか、多数の映像や音楽作品などの収録・編集が行われていた。

## 写真

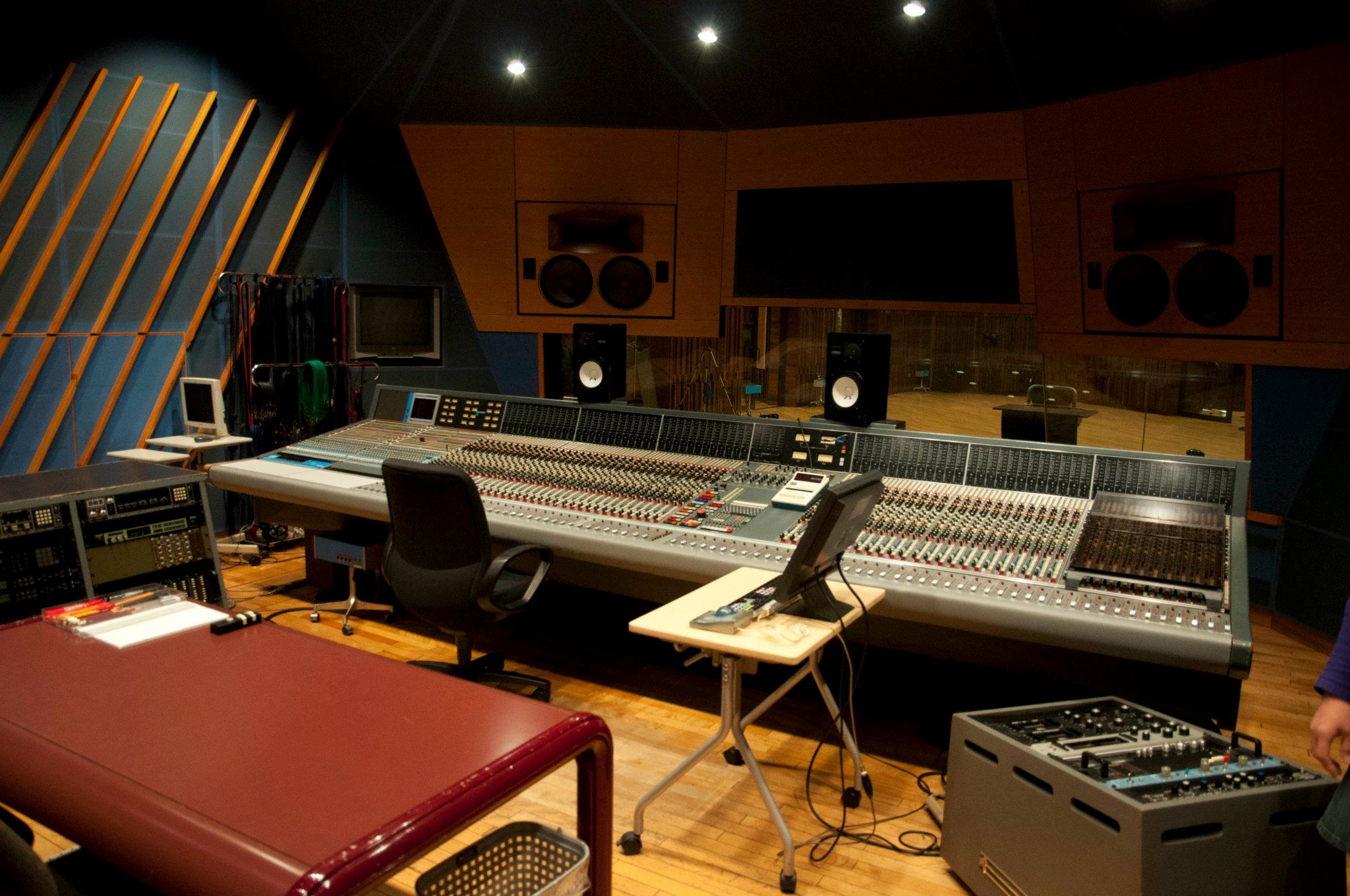
Studio 1 Control Room
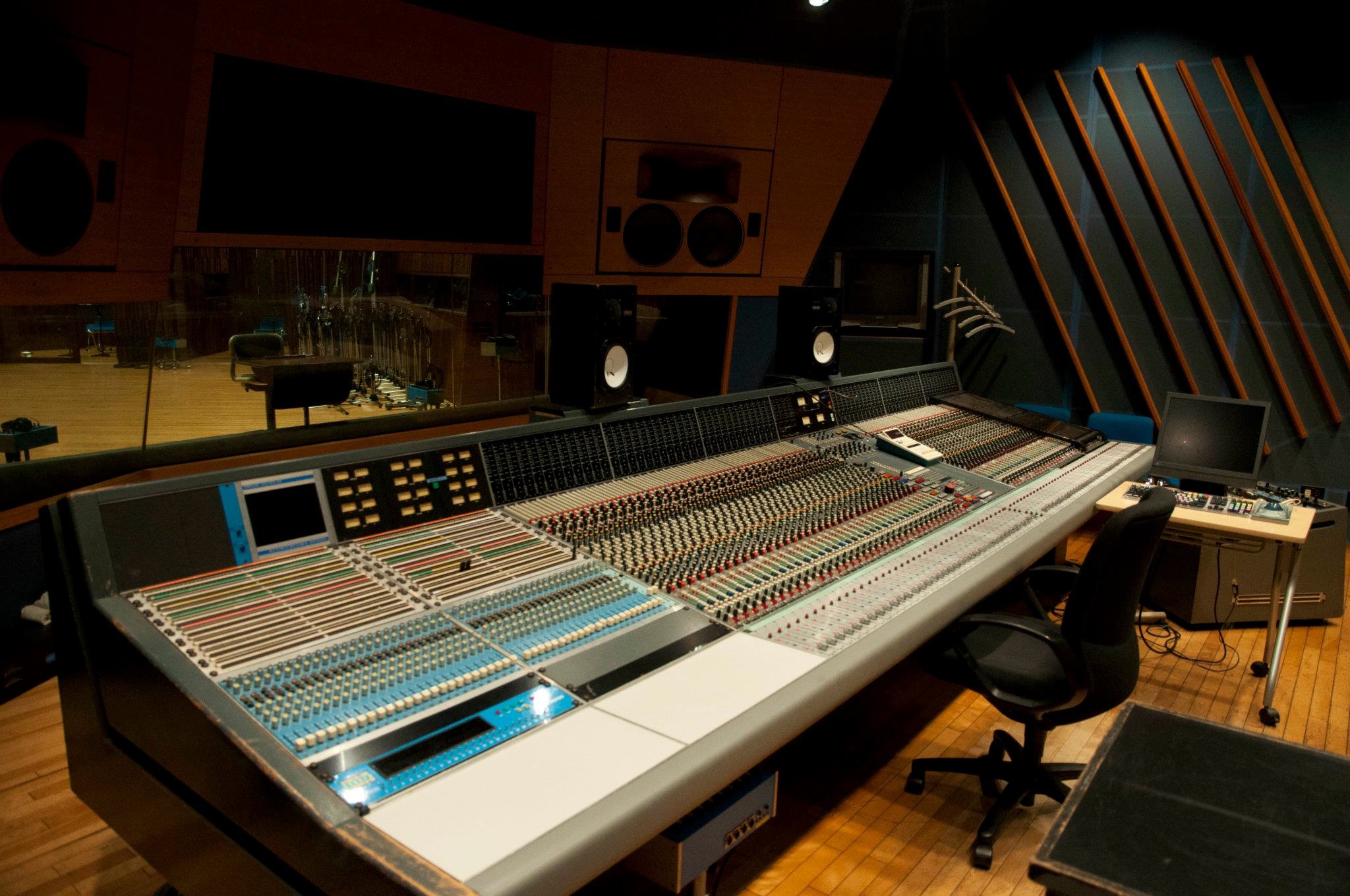
Neve VR-72 with Flying Faders
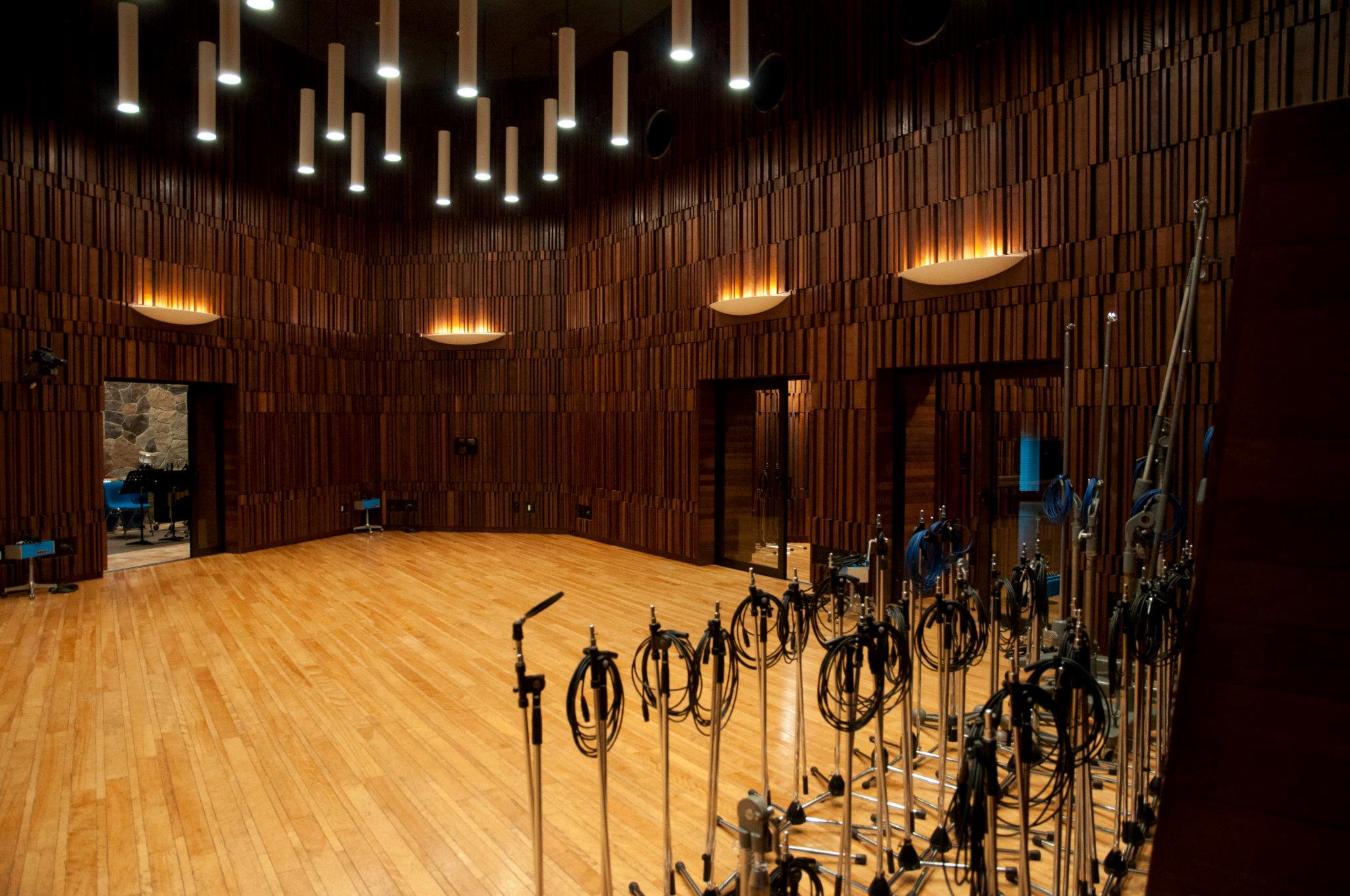
Studio View at Studio 1 from Entrance
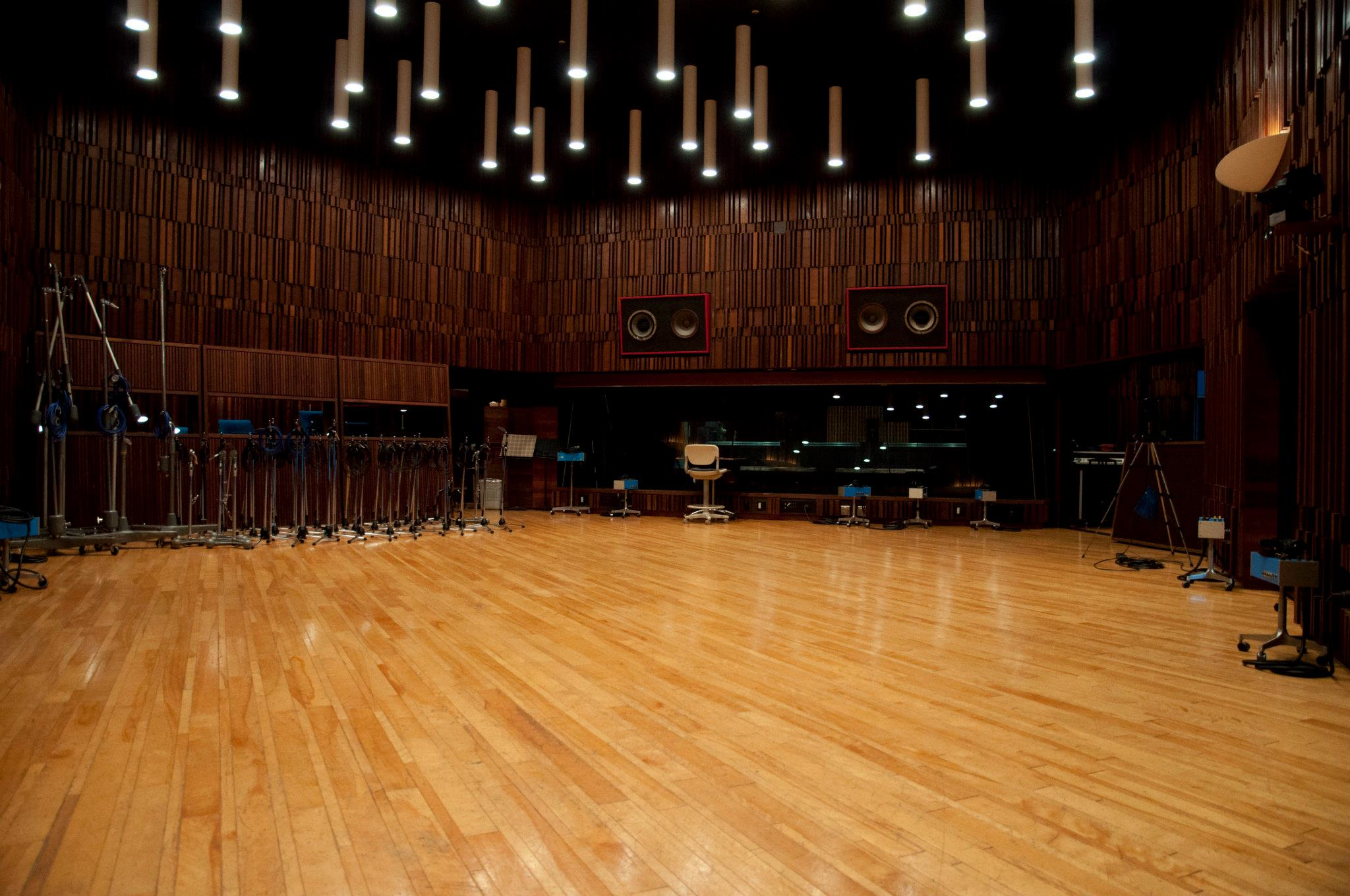
Studio View at Studio 1 from Left Booth
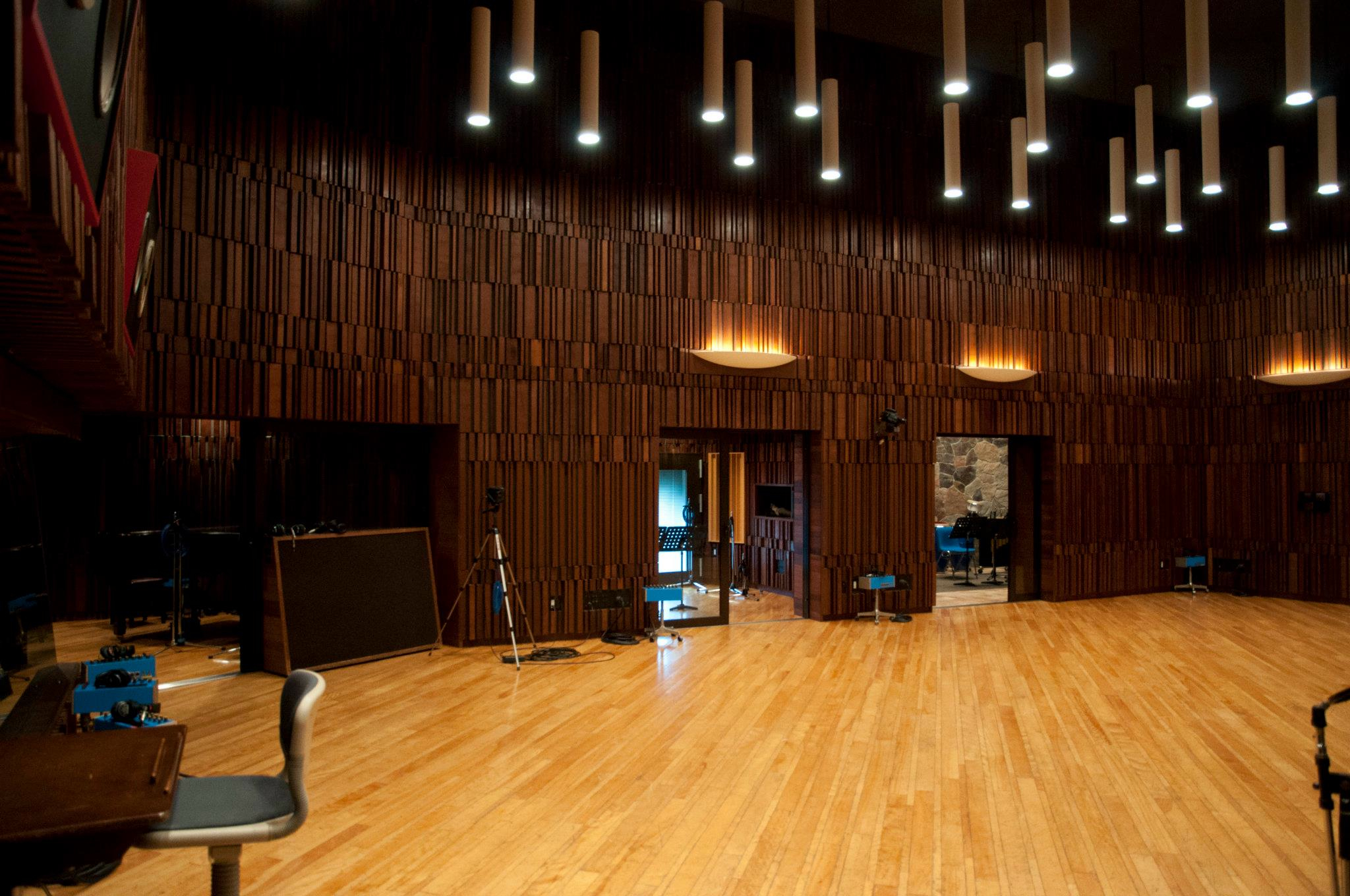
Studio View at Studio 1 from Piano Booth
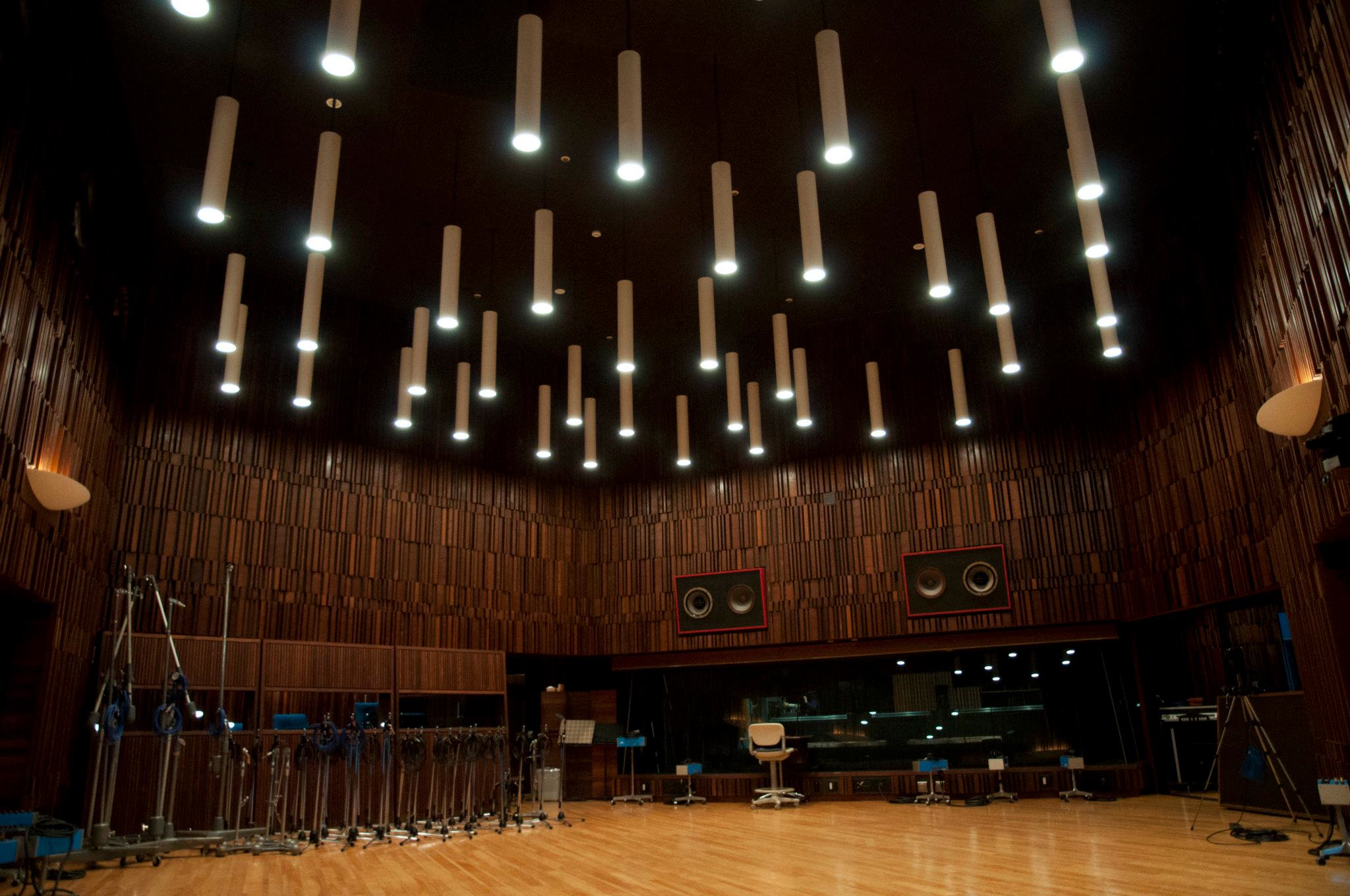
Studio 1 Ceiling
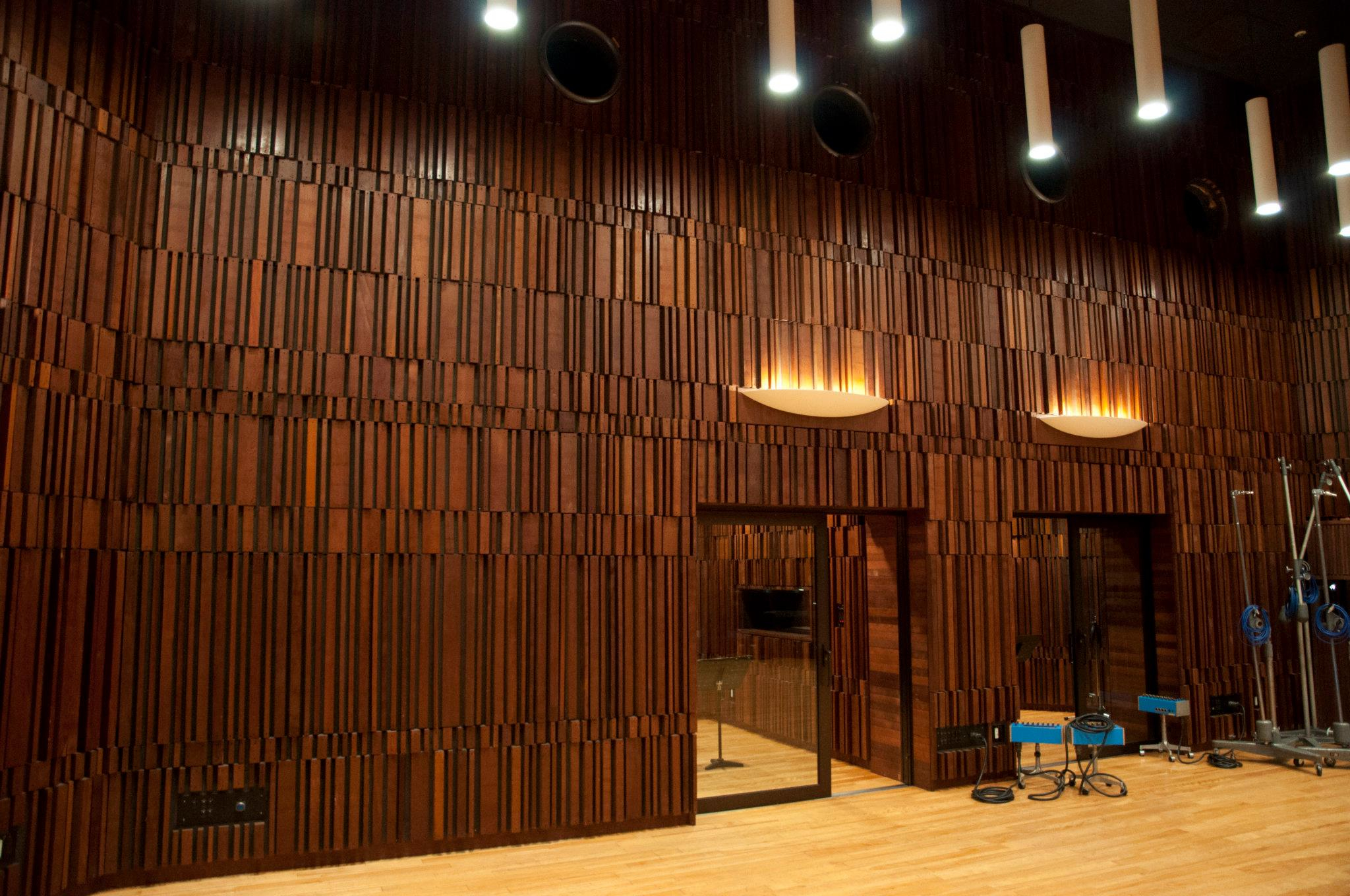
Studio Wall at Studio 1
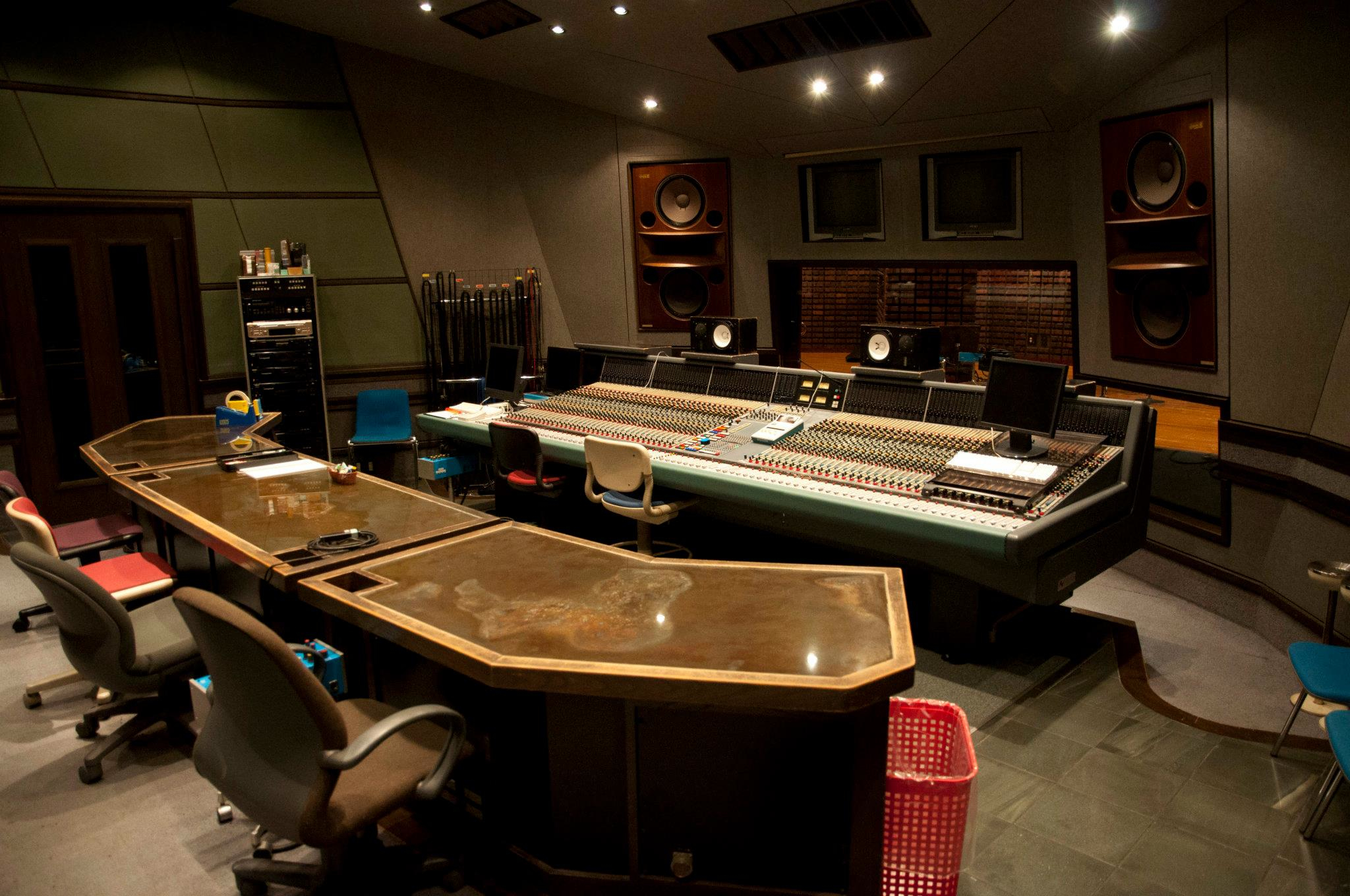
Studio 3 Control Room
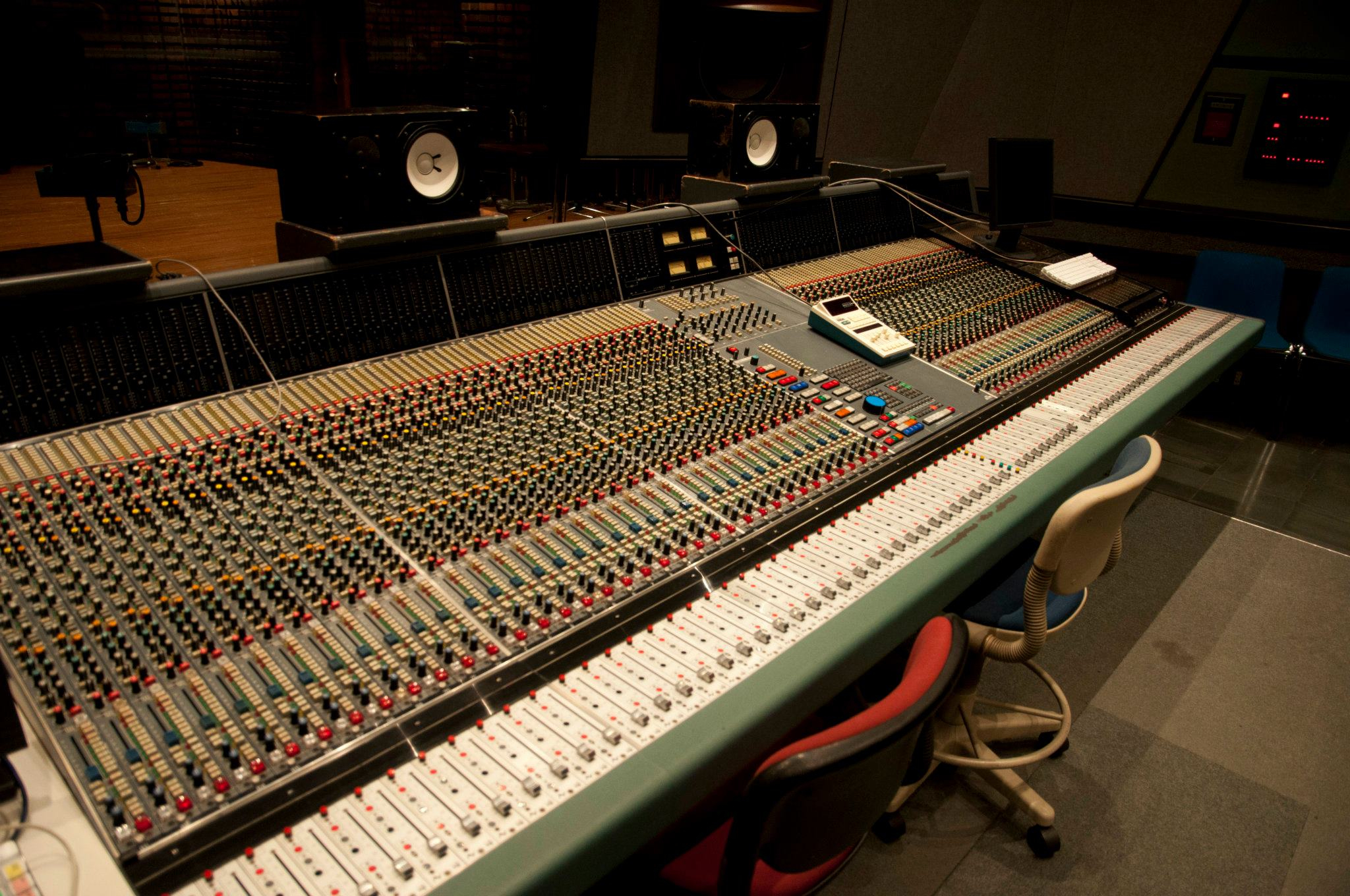
Neve VR-72 with Flying Faders
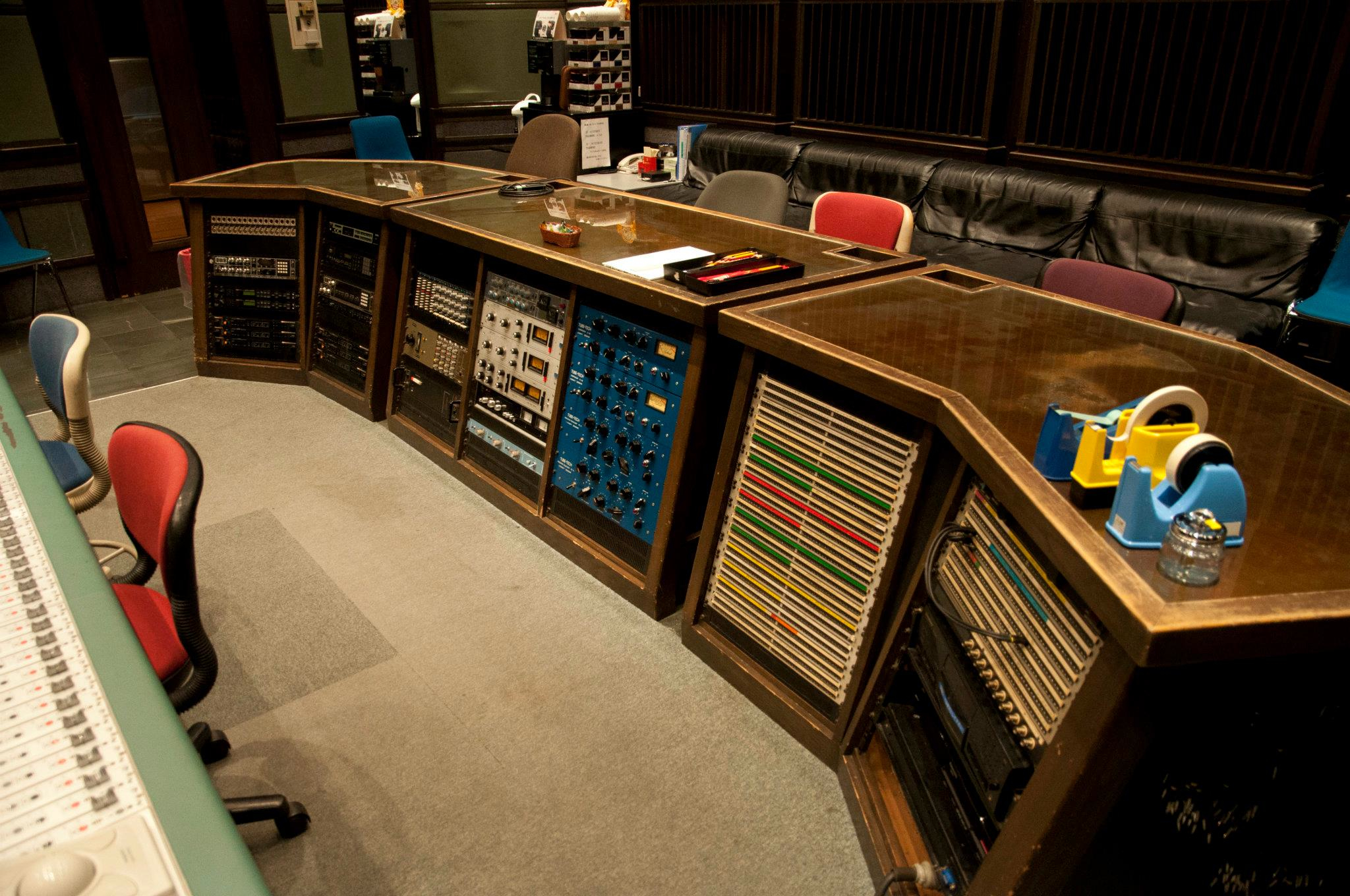
Efx Rack at Studio 3
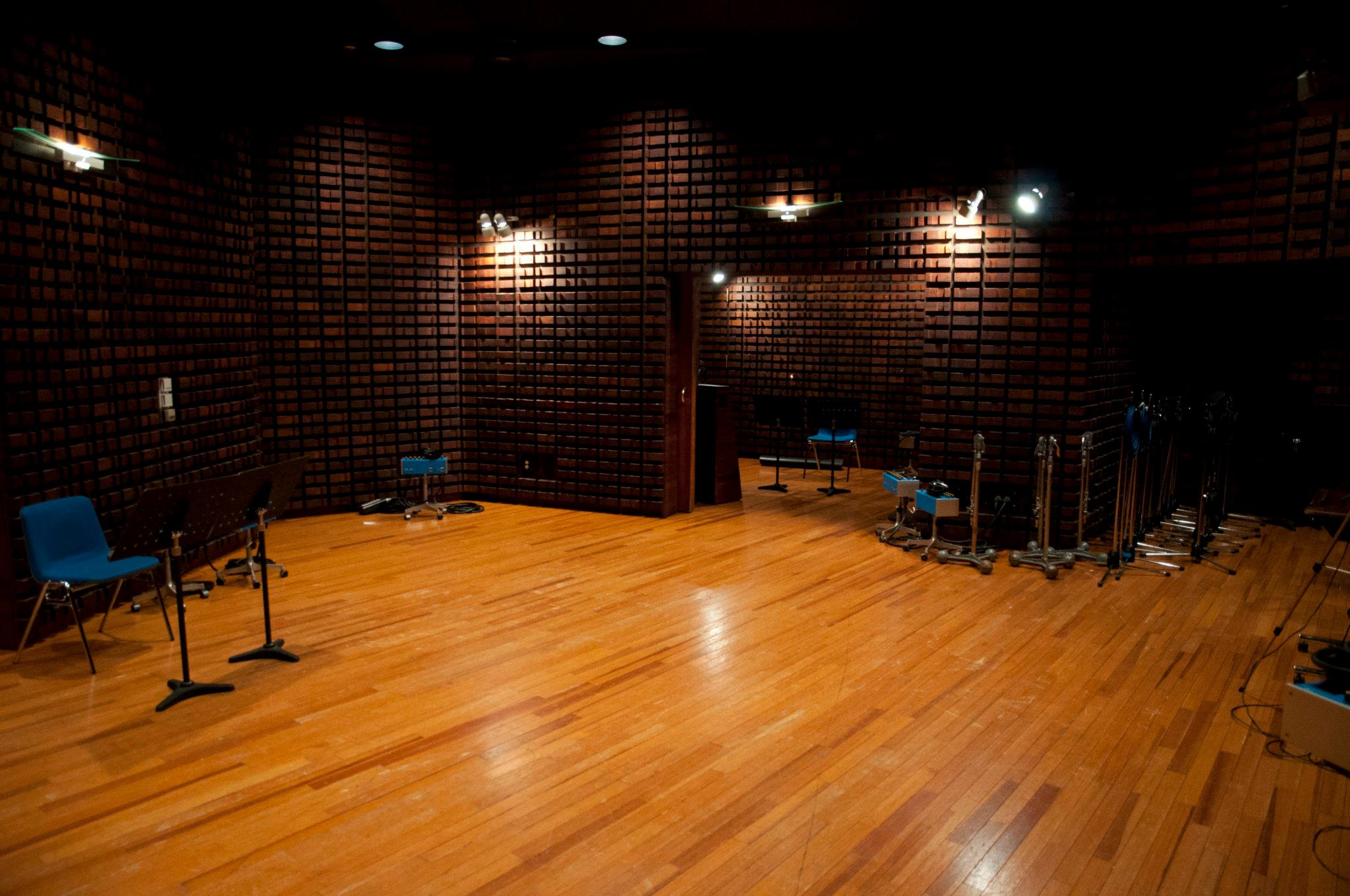
Studio Booth at Studio 3

#### 広報資料・プレスリリースなど一次資料
1. ↑  “一口坂スタジオ”.   株式会社一口坂スタジオ. 2011年10月4日時点のオリジナルよりアーカイブ。2022年3月28日閲覧。
2. ↑  “河口湖スタジオ跡地がキャンプ場に！野営感の残る手作り開拓サイトでテントサウナも！ 「燎（かがりび）キャンプ場」 キャンプ場開発ベンチャーと共同オープン！”. ニッポン放送 ラジオAM1242+FM93 (2022年7月27日). 2023年5月4日閲覧。